# Policía de Nueva Zelanda
La Policía de Nueva Zelanda ( maorí : Ngā Pirihimana o Aotearoa ) es el servicio de policía nacional y la principal agencia de aplicación de la ley de Nueva Zelanda, responsable de prevenir el delito, mejorar la seguridad pública, llevar a los delincuentes ante la justicia y mantener el orden público. Con alrededor de 13.000 empleados, es la agencia de aplicación de la ley más grande de Nueva Zelanda y, con pocas excepciones, tiene jurisdicción principal sobre la mayoría de las leyes penales de Nueva Zelanda. La Policía de Nueva Zelanda también tiene la responsabilidad de la aplicación de la ley de tráfico y vehículos comerciales, así como otras responsabilidades clave, incluida la protección de dignatarios, licencias de armas de fuego y asuntos de seguridad nacional.
La policía en Nueva Zelanda se introdujo en 1840, siguiendo el modelo de policías similares que existían en Gran Bretaña en ese momento. La policía era inicialmente parte policía y parte milicia. A fines del siglo XIX, el objetivo era la vigilancia por consentimiento. La policía de Nueva Zelanda generalmente ha disfrutado de una reputación de vigilancia policial moderada, pero ha habido casos en los que se criticó el uso de la fuerza, como durante la gira Springbok de 1981.
El actual ministro de Policía es Ginny Andersen. Si bien la Policía de Nueva Zelanda es un departamento gubernamental con un ministro responsable, el Comisionado y los miembros juramentados juran lealtad directamente al Soberano y, por convención, tienen independencia policial del gobierno de turno.
Se percibe que la Policía de Nueva Zelanda tiene un nivel mínimo de corrupción institucional.

## Orígenes e Historia
La vigilancia en Nueva Zelanda comenzó en 1840 con la llegada de seis agentes que acompañaban al grupo de desembarco oficial del teniente gobernador Hobson para formar la colonia de Nueva Zelanda. Los primeros arreglos policiales eran similares a los de las fuerzas policiales coloniales británicas y del Reino Unido, en particular, la Policía Real Irlandesa y la Fuerza de Policía de Nueva Gales del Sur. Muchos de sus primeros oficiales habían prestado servicio antes en Irlanda o Australia. La fuerza inicial fue inicialmente parte policía y parte milicia.
La Ley de policía de 1846 ayudó a "preservar la paz y prevenir robos y otros delitos graves, y detener a los infractores contra la paz". La Ley de policía armada de 1867 centró la fuerza en hacer frente a los disturbios entre los indígenas maoríes y los colonos europeos invasores y la fuerza aumentó a 200 hombres entrenados con mosquetes. La Policía Armada participó en acciones militares contra los opositores maoríes Riwha Titokowaru en Taranaki y Te Kooti en el centro de la Isla Norte en las últimas etapas de las Guerras de Nueva Zelanda.
Desde los inicios de la fuerza policial en 1840 hasta los siguientes 40 años, los arreglos policiales variaron en Nueva Zelanda. Si bien la Policía Armada organizada a nivel nacional dividió sus esfuerzos entre las funciones regulares de aplicación de la ley y el apoyo de las milicias a las guerras terrestres, algunas provincias deseaban tener sus propias fuerzas policiales locales. Esto condujo a que el parlamento aprobara una Ley de la Policía Provincial separada. Sin embargo, los modelos policiales provinciales duraron solo dos décadas, ya que la depresión económica de la década de 1870 hizo que algunas provincias dejaran de pagar a su policía porque se quedaron sin dinero. Finalmente, el gobierno decidió que una sola policía organizada a nivel nacional sería el mejor y más eficiente arreglo policial.
La Fuerza de Policía de Nueva Zelanda se estableció como una sola fuerza nacional en virtud de la Ley de la Fuerza de Policía de 1886. El cambio de nombre fue significativo, y los arreglos policiales provinciales se des-establecieron y su personal fue absorbido en gran parte por la recién creada Fuerza de Policía de Nueva Zelanda. Al mismo tiempo, el gobierno dio el paso importante de separar las funciones de milicia de la antigua Policía Armada y formar la génesis de la Fuerza de Defensa de Nueva Zelanda de hoy, inicialmente llamada en 1886 la Milicia Permanente de Nueva Zelanda.
Solo una década después, la policía en Nueva Zelanda recibió una revisión significativa. En 1898 hubo una Comisión Real de Investigación sobre la Policía de Nueva Zelanda muy constructiva. La Comisión Real, que incluía al comisionado reformador Tunbridge que había venido de la Policía Metropolitana de Londres, produjo un informe de gran alcance que sentó las bases para una reforma positiva de la Policía de Nueva Zelanda durante las próximas décadas. Una revisión completa de la legislación policial en 1908 se basó significativamente en el trabajo de la Comisión Real.
Una Ley de la Fuerza Policial adicional en 1947 reflejó algunos cambios de una Nueva Zelanda en crecimiento y un país que salía de la Segunda Guerra Mundial. El cambio más significativo en la estructura y disposición de la policía se produjo después de la partida del Comisionado Compton bajo una nube de preocupación del gobierno y del público por su gestión de la Policía en 1955. El nombramiento de un líder civil interino de la policía, especialmente titulado "Contralor General" para reconocer su experiencia no operativa, abrió las ventanas de la organización y permitió que tuviera lugar un período de desarrollo positivo y constructivo.
El 1 de julio de 1992, el Servicio de Seguridad Vial del Ministerio de Transporte se fusionó con la policía. Hasta ese momento, el Ministerio de Transporte y los ayuntamientos habían sido responsables de la aplicación de las leyes de tránsito. En el 2001, la policía restableció una rama especializada en vigilancia vial conocida como Patrulla de Caminos. Hoy en día, la policía es la principal responsable de hacer cumplir las leyes de tránsito, mientras que los ayuntamientos pueden nombrar guardianes de estacionamiento, que pueden hacer cumplir las reglas de tránsito con respecto al estacionamiento y los carriles especiales para vehículos. En el 2010, después de algunos llamados para dividir nuevamente la vigilancia del tránsito de los deberes policiales estándar, se decidió que seguiría siendo parte de sus deberes, en parte debido a que el público había mostrado un "enorme apoyo" para que siguiera siendo así.
La Ley de Policía de 1958 se revisó exhaustivamente a partir de 2006, después de un proceso consultivo de dos años y medio, la Ley de Policía de 2008 entró en vigor el 1 de octubre del 2008.  El proceso incluyó el primer uso mundial de un wiki para permitir que el público presente o proponga enmiendas. El wiki estuvo abierto por menos de dos semanas, pero atrajo la atención internacional.
Más recientemente, la Policía de Nueva Zelanda ha estado involucrada en misiones policiales y de mantenimiento de la paz internacionales en Timor Oriental y las Islas Salomón, para ayudar a estos países a establecer la ley y el orden después de los disturbios civiles. También han participado en la formación de policías comunitarios en Bougainville, junto con la Policía Federal Australiana. Otros despliegues en el extranjero para asistencia y socorro regionales han sido en Afganistán como parte del esfuerzo de reconstrucción, el Reino de Tonga, Tailandia por el desastre del tsunami en Indonesia después de los atentados terroristas. La Policía de Nueva Zelanda mantiene una red de apoyo policial internacional en ocho capitales extranjeras y tiene alrededor de 80 empleados desplegados en diferentes misiones internacionales.

### Mujeres oficiales
En 1936, hubo 'una propuesta para establecer una rama de policía de mujeres en Nueva Zelanda', y la exdirectora de la sección de mujeres de la Policía de Australia Meridional, Kate Cocks (1875-1954) asistió para hablar con el miembro del gobierno, el Comisionado de Policía, y una reunión de sociedades de mujeres. Cocks fue la primera de dos mujeres oficiales en diciembre de 1915 con la Policía de SA, hasta su jubilación en 1935, con la sección de mujeres más grande de todas las agencias estatales de aplicación de la ley de Australia.
Las mujeres fueron admitidas por primera vez en la policía en 1941, pero no se les entregaron uniformes. Una de las primeras admitidas fue Edna Pearce, quien recibió el número de placa S1 cuando finalmente se le entregó un uniforme en 1952. Pearce hizo el primer arresto por parte de una mujer policía en Nueva Zelanda.  En enero de 1949, la oficial Miss RM Hadfield realizó un intercambio a través de Tasmania, trabajando durante dos meses en Sídney, un mes en Melbourne y Tasmania. En ese momento, las mujeres oficiales solo usaban una pequeña insignia debajo de la solapa del abrigo.
En 1992, menos del 10% de la fuerza policial de Nueva Zelanda eran mujeres.
En el 2020, se introdujeron los hijabs como parte del uniforme de las mujeres musulmanas.

## Organización
El Cuartel General Nacional de la Policía brinda asesoramiento sobre políticas y planificación, así como supervisión y gestión nacional de la organización. Aunque encabezada por un Comisionado, la Policía de Nueva Zelanda es una organización descentralizada dividida en 12 distritos.
Cada distrito tiene un área geográfica de responsabilidad y una estación central desde la que se gestionan las estaciones filiales y de cercanías. A partir de marzo de 2019, hay 327 estaciones de policía en todo el país con casi 12 000 empleados que responden a más de 600 000 llamadas de emergencia al 111 cada año.
El Comisionado está a cargo general de la Policía de Nueva Zelanda. Asistiendo al Comisionado hay dos oficiales en jefe con el rango de Comisionado Adjunto: Comisionado Adjunto-Gestión de Recursos; y Comisionado Adjunto de Operaciones.
Cinco oficiales en jefe con el rango de Comisionado Asistente y el director de Inteligencia reportan al Comisionado Adjunto de Operaciones. El Comisionado Adjunto de Investigaciones/Internacional es responsable del Grupo Nacional de Investigaciones Criminales, la Agencia de Delitos Financieros y Organizados de Nueva Zelanda (OFCANZ), el Grupo de Delitos Financieros, el Grupo de Servicios Internacionales y la Secretaría de Jefes de Policía de las Islas del Pacífico. El Grupo de Investigaciones e Internacional lidera la prevención, investigación, interrupción y enjuiciamiento de delitos graves y transnacionales. También lidera el enlace, el despliegue en el extranjero y el desarrollo de capacidades con socios policiales internacionales. El Comisionado Asistente de Operaciones es responsable de la Policía Comunitaria, la Juventud, los Centros de Comunicaciones, el Grupo de Operaciones, los Enjuiciamientos y la Policía Vial. Los tres comisionados adjuntos restantes controlan áreas geográficas de vigilancia: norte superior, norte inferior y sur. Cada área se divide en tres a cinco distritos.
Los comandantes de distrito tienen el rango de superintendente, al igual que los gerentes nacionales jurados, el gerente de vigilancia vial en el distrito de Waitemata, responsable de la red de autopistas y el grupo de traficantes de alcohol, y el comandante del Real Colegio de Policía de Nueva Zelanda. Los Comandantes de Área tienen el rango de inspector al igual que los Comandantes de Turno con base en cada uno de los tres Centros de Comunicaciones. Los comandantes de sección de distrito suelen ser sargentos superiores. La Policía de Nueva Zelanda es miembro de Interpol y tiene estrechas relaciones con las fuerzas policiales australianas, tanto a nivel estatal como federal. Varios representantes de la policía de Nueva Zelanda están destinados en el extranjero en misiones diplomáticas clave de Nueva Zelanda.
Tanto la policía como la legislación reconocen que los organismos u organismos públicos (por ejemplo, las autoridades locales y los sectores estatales), las personas que ocupan determinados cargos estatutarios (por ejemplo, los guardianes maoríes) y partes del sector privado, especialmente la industria de la seguridad privada, desempeñan papeles importantes y valiosos en el desempeño de las funciones de la policía. También se reconoce que a menudo es apropiado, o incluso necesario, que la policía desempeñe algunas de sus funciones trabajando en cooperación con los ciudadanos u otras agencias u organismos.

## Asistencia militar y contraterrorismo
Desde 2005, el principal grupo de evaluación de amenazas y contraterrorismo de la Policía de Nueva Zelanda es el Equipo de Investigaciones de Seguridad Nacional, anteriormente conocido como Grupo de Investigación Especial. El NSIT está compuesto por cuatro equipos en centros regionales, con un mandato que cubre la intervención temprana en casos de extremismo, solicitando informantes y construyendo relaciones con las comunidades. Se publicó información pública sobre el NSIT en relación con las críticas a su manejo del terrorismo de derecha en el período previo al ataque terrorista de Christchurch.
La Policía de Nueva Zelanda es responsable de la respuesta operativa a las amenazas a la seguridad nacional, incluido el terrorismo. Si un incidente se intensifica a un nivel en el que sus recursos internos no pueden abordar adecuadamente el problema (por ejemplo, un gran encuentro con armas o una amenaza terrorista significativa), el Controlador de Incidentes de la Policía puede solicitar asistencia adicional de la Fuerza de Defensa de Nueva Zelanda y, en particular, de las Fuerzas Especiales de Nueva Zelanda, el Servicio Aéreo Especial de Nueva Zelanda enfocado en el ejército y el Escuadrón de Comando enfocado en el terrorismo (Escuadrón D). El control del incidente permanece en manos de la policía en todo momento. A partir de 2009, las dos unidades militares antiterroristas nunca se han desplegado en una operación policial nacional. Los recursos militares, como los vehículos blindados ligeros, se han utilizado y solicitado anteriormente, como durante los tiroteos de Napier, y los helicópteros de la Real Fuerza Aérea de Nueva Zelanda del Escuadrón n.º 3 se utilizan a menudo para ayudar en las operaciones de búsqueda y rescate y erradicación del cannabis.
En 1964, se creó el Escuadrón de Delincuentes Armados (AOS) para proporcionar una unidad de respuesta armada especializada, similar al SC&O19 del Servicio de Policía Metropolitana en el Reino Unido. Además del AOS, la Policía de Nueva Zelanda mantiene una unidad antiterrorista de tiempo completo, el Grupo de Tácticas Especiales (STG). Al igual que el equipo de rescate de rehenes del FBI, el STG entrena en entrada dinámica y otras tácticas vitales en situaciones de alto riesgo. El STG entrena con el SAS y es la última línea de respuesta policial disponible antes de que un controlador de incidentes de la policía solicite apoyo de la Fuerza de Defensa.

## Estadísticas criminales
Las estadísticas delictivas (ver sitio web) se documentan en el informe anual de la policía. La policía también publica resúmenes estadísticos semestrales de la delincuencia tanto para Nueva Zelanda en su conjunto como para cada distrito policial. A principios de 2005, Statistics New Zealand publicó estadísticas delictivas tanto de delitos registrados como de detenciones registradas durante los últimos 10 años. Estas estadísticas proporcionan estadísticas de delitos relacionadas con secciones individuales de la legislación y parecen ser las estadísticas de delitos nacionales más detalladas disponibles en la actualidad.

## Controversias
Durante los primeros años del presente siglo, varias controversias pusieron a la Policía bajo un estrecho escrutinio. Algunos han sido investigados por la Autoridad Independiente de Conducta Policial; otros han recibido una publicidad significativa.